# Robert Lange
Robert John "Mutt" Lange (Mufulira, Noord-Rhodesië (thans Zambia), 16 november 1948) is een van oorsprong Zuid-Afrikaanse muziekproducent. Hij begon zijn muzikale carrière in Zuid-Afrika. Hij deed onder andere achtergrondzang en speelde bas in de band Hocus en begon rond dezelfde tijd met het produceren van platen. Hij emigreerde midden jaren 70 van de 20e eeuw naar het Verenigd Koninkrijk en bouwde daar zijn producerscarrière verder uit.

## Biografie
Langes in Zuid-Afrika geboren vader was mijningenieur en zijn moeder stamde uit een welvarende Duitse familie. Op jonge leeftijd verwierf hij de bijnaam "Mutt" en groeide op als liefhebber van countrymuziek en met name van de zanger Slim Whitman. Aan de Belfast High School te Belfast, Zuid-Afrika, vond de afronding van zijn middelbareschoolopleiding plaats en tegelijkertijd startte hij een muziekgroep waarin hij bas en slaggitaar speelde en achtergrondvocalen zong. Dit mondde later uit in de band Hocus. Niet veel later trouwde hij met de zangeres van de band, Stevie van Kerken (later ook bekend als Stevie Vann) en emigreerde met haar naar het Verenigd Koninkrijk.

### Producer
In het Verenigd Koninkrijk nam Lange vrijwel meteen het produceren van muziek weer op. De eerste plaat die hij na zijn emigratie produceerde was City Boy's debuutalbum. Hoewel geen groot succes, kreeg Lange de kans meer platen te produceren vanwege de karakteristieke geluids- en productiekenmerken die hij de plaat meegaf.
In 1978 schreef, produceerde en verzorgde hij tevens de leadzang op Ipswich Towns FA Cup final-single “Ipswich Ipswich Get That Goal”. Hij raakte betrokken bij dit project vanwege contacten die hij onderhield met de in Zuid-Afrika geboren voetballer Colin Viljoen, die voor Ipswich FC uitkwam.
De grote doorbraak kwam echter met het produceren van het AC/DC-album Highway to Hell, waarna hij nog enkele andere albums van de band produceerde. Vanaf dat moment werd hij een van de meest gevraagde muziekproducenten ter wereld.
Mutt Lange was de producer van het album Back in Black van AC/DC. Dit album is het tweede best verkochte album aller tijden wereldwijd (meer dan 45 miljoen exemplaren).
Rond 1983 begon hij te werken met een nog onbekende rockband uit Sheffield, Def Leppard. Hij werkte met hen aan de albums High 'n Dry, Pyromania en Hysteria en schreef met hen mee aan alle songs. Hysteria werd een groot succes in de Verenigde Staten.
Tussendoor, in 1984, produceerde hij o.a. Heartbeat City voor The Cars, een elektropunkband uit de Verenigde Staten. Op dit album maakte Lange voor het eerst zeer intensief gebruik van (muziek)computers en zou dit vervolgens op alle albums die volgden blijven doen.
Lange werkte vervolgens met o.a. Billy Ocean en Romeo's Daughter, maar het grote succes diende zich pas enige jaren later weer aan in de vorm van een samenwerking met Bryan Adams, met wie hij het album Waking Up The Neighbours schreef en produceerde en dat de grootste hit uit Bryan Adams' carrière zou bevatten: "(Everything I Do) I Do It for You".
Terwijl hij werkte aan songs voor Michael Bolton kwam Lange in contact met een onbekende Canadese zangeres met de naam Shania Twain en bood aan haar volgende album te produceren. Hoewel ze elkaar slechts zes maanden kenden trouwden de twee in december 1993. Gezamenlijk begonnen ze te werken aan de opbouw van Twains muziekcarrière. In mei 2008 werd na 14 jaar de scheiding aangekondigd.
In 1995 streek Lange voor het eerst neer in Nashville, (Tennessee, VS) voor albumopnamen. Echter niet voor albumopnamen voor zijn vrouw Shania Twain, maar voor zijn ex-vrouw Stevie van Kerken (artiestennaam Stevie Vann). Tegelijkertijd deed Lange de productievoorbereidingen voor het album van zijn vrouw dat later The Woman In Me zou gaan heten en ook in Nashville, Tennessee zou worden opgenomen.

## Discografie
- City Boy - City Boy (1976)
- City Boy - Dinner at the Ritz (1976)
- Graham Parker & The Rumour - Heat Treatment (1976)
- Kevin Coyne - In Living Black & White (1976)
- Supercharge - Local Lads Make Good (1976)
- Boomtown Rats - The Boomtown Rats (1977)
- City Boy - Young Men Gone West (1977)
- Clover - Love On The Wire (1977)
- Clover - Unavailable (1977)
- Mallard - In A Different Climate (1977)
- Supercharge - Horizontal Refreshment (1977)
- The Motors - Motors 1 (1977)
- The Rumour - Max (1977)
- Boomtown Rats - A Tonic For The Troops (1978)
- City Boy - Book Early (1978)
- The Outlaws - Playin' to Win (1978)
- Deaf School - English Boys, Working Girls (1978)
- Graham Parker - Parkerilla (1978)
- Savoy Brown - Savage Return (1978)
- Tycoon - Tycoon (1978)
- City Boy - The Day the Earth Caught Fire (1979)
- Supercharge - Body Rhythm (1979)
- The Records - Shades In Bed (1979)
- AC/DC - Highway to Hell (1979)
- AC/DC - Back in Black (1980)
- Broken Home - Broken Home (1980)
- AC/DC - For Those About To Rock (1981)
- Def Leppard - High 'N' Dry (1981)
- Foreigner - 4 (1981)
- Def Leppard - Pyromania (1983)
- The Cars - Heartbeat City (1984)
- Def Leppard - Hysteria (1987)
- Romeo's Daughter - Romeo's Daughter (1988)
- Billy Ocean - Tear Down These Walls (1988)
- Bryan Adams - Waking Up The Neighbours (1991)
- Michael Bolton - One Thing (1993)
- Stevie Vann - Stevie Vann (1995)
- Shania Twain - The Woman In Me (1995)
- Bryan Adams - 18 'Til I Die (1996)
- Shania Twain - Come On Over (1997)
- The Corrs - In Blue (2000)
- Shania Twain - Up! (2002)
- Shania Twain - Greatest Hits (2004)
- Lady Gaga - Yoü and I  (2011)

## Grammy Awards
- 1991 - "(Everything I Do) I Do It For You" - Best Song Written Specifically For A Motion Picture Or For Television
- 1995 - "The Woman In Me" - Best Country Album
- 1998 - "You're Still The One" - Best Country Song
- 1999 - "Come On Over" - Best Country Song

- Biblioteca Nacional de España: XX1754912
- Bibliothèque nationale de France: cb14765941f (data)
- Gemeinsame Normdatei: 13529634X
- International Standard Name Identifier: 0000 0000 7357 5703
- Library of Congress Control Number: no96028738
- MusicBrainz: 61f2ae93-ab59-4c59-aef6-43f5f9afceae
- Nationale Bibliotheek van Tsjechië: xx0202605
- Nationale Bibliotheek van Israël: 987007352671705171
- Nederlandse Thesaurus van Auteursnamen: 072012277
- Virtual International Authority File: 38968412
- WorldCat: E39PBJbGWt9bPc4QrYCMVTKfMP